# Schifferstadt
Schifferstadt é uma cidade da Alemanha localizado no distrito de Rhein-Pfalz-Kreis, estado da Renânia-Palatinado.